# قطعنامه ۲۰۷۱ شورای امنیت
قطعنامهٔ ۲۰۷۱ شورای امنیت سازمان ملل متحد سندی بین‌المللی دربارهٔ جنگ شمال مالی است. این قطعنامه طی نشست شورای امنیت سازمان ملل متحد در تاریخ ۱۲ اکتبر ۲۰۱۲ میلادی با ۱۵ رأی موافق، ۰ مخالف و ۰ ممتنع به تصویب رسید.